# Гей, Хобарт Реймонд
Хобарт Реймонд Гей (прозвище Хап) (16 мая 1894 — 19 августа 1983) — генерал-лейтенант армии США.

## Биография
В 1917 году окончил колледж Кнокс (штат Иллинойс) и был зачислен в резерв армии в звании второго лейтенанта. 26 октября 1917 года был переведён в состав регулярной армии и в этот же день был произведён в звание первого лейтенанта. В июле 1920 года он получил звание капитана. В начале карьеры служил в кавалерии. 11 июня 1934 года переведён в корпус квартирмейстеров. 1 августа 1935 года произведён в майоры. 18 августа 1940 года получил звание подполковника, 24 декабря 1941 года – полковника. Находясь в звании капитана, он обучал будущего автора Роберта Хайнлайна верховой езде и стрелковой подготовке.

### Вторая мировая война
В декабре 1942 года Гей удостоился медали Серебряная звезда за храбрость проявленную в бою 8 ноября 1942 года при Касабланке. В это время он занимал пост главы штаба первого танкового корпуса в Северной Африке. 24 июня 1943 года Гей был произведён в бригадные генералы. В ходе сицилийской кампании он был назначен главой штаба седьмой армии. Позднее он возглавил штаб третьей армии, находящейся под командованием генерала Джорджа Паттона в феврале 1944 года. 9 декабря 1945 года Паттон и Гей поехали в штабной машине на фазанью охоту. На пути к охотничьему домику машина попала в аварию. Генералы находились на заднем сидении. Паттон получил тяжёлые травмы, от которых позднее скончался. Гей остался невредимым.
После гибели Паттона Гей в январе 1946 года принял командование над пятнадцатой армией и занимал этот пост один месяц. Затем он стал командиром первой танковой дивизией армии США, пока в 1946 года не вернулся в США. Затем он принял командование над Второй бригадой констеблей. Проходил службу в Европе до 1947 года, затем вернулся на родину, где до сентября 1949 года осуществлял командование над военным округом Вашингтон. В период его командования 15 июля 1948 года умер генерал Джон Першинг в Военно-медицинском центре армии им. Уолтера Рида. В соответствии с традицией Гей организовал похороны Першинга как представитель президента США.

### Корейская война
В сентябре 1949 года Гей принял командование над первой кавалерийской дивизией в Осаке, которую привёл в Корею, где 19 июля 1950 года дивизия начала боевые действия, присоединившись южнокорейским и американским сил отступающим перед наступающими северокорейскими силами.
За три дня в конце июля седьмой кавалерийский полк дивизии и американские военные самолёты истребили множество южнокорейских беженцев в Ногылли. Впервые это было отмечено агентством Associated Press в 1999 году . Позднее армия признала эти массовые убийства и провела собственное расследование. Правительство южной Кореи в 2005 году перечислило имена 163 погибших и пропавших в ходе резни и 55 раненых, а также заявило, что вероятно было убито намного больше. 24 июля из оперативного штаба генерала Гея вышел приказ стрелять по всем беженцам, пытающимся пересечь американские линии обороны. 26 июля в день начала убийств Гей заявил тыловым репортёрам о своей уверенности, что большинство беженцев, идущих на юг, являются северокорейскими лазутчиками. Впоследствии Гей описал своё обращение с беженцами как «честную игру». Американский посол в южной Корее заявил, что такая политика принята на театре военных действий.
4 августа 1950 года, после того как американские войска отступили через реку Нактонган, Гей приказал взорвать мост у Вэгвана, что погубило сотни беженцев, пытавшихся попасть на другой берег реки. Его первая кавалерийская дивизия сыграла ключевую роль при обороне Пусанского периметра и понесла большие потери. Позднее дивизия присоединилась к американским и южнокорейским частям осуществившим в сентябре прорыв на север во взаимодействии с американскими войсками, высадившимися в Инчхоне. Войска Гея пошли во главе прорыва через 38-ю параллель и участвовали в броске к Пхеньяну, захватив северокорейскую столицу 19-20 октября. Две недели спустя под Унсаном севернее Пхеньяна новоприбывшие китайские добровольцы нанесли мощный удар по 8-му кавалерийскому полку. Один батальон попал в ловушку, а действия Гея по его спасению были отменены его вышестоящим командиром генерал-майором Фрэнком У. Милберном, командующим 1-м корпусом. В декабре китайцы выбили первую кавалерийскую дивизию и другие американские части из Северной Кореи. В начале 1951 года Гей вместе с другими высшими офицерами в Корее был освобождён от командования.
В феврале 1951 года Гей был назначен заместителем командующего 4-й американской армией. В июле 1952 года он был назначен командующим 6-м корпусом на учебной базе Кэмп-Аттербери, Индиана. В апреле 1953 года он был назначен командующим 3-м американским корпусом на базе Форт-Макартур, Калифорния. Когда корпус был переведён на базу Форт-Худ, Гей также перебрался туда. В сентябре 1954 года генерал Гей был назначен командующим пятой армией в Чикаго, Иллинойс. В октябре 1954 года президент Дуайт Эйзенхауэр выдвинул Гея для производства в генерал-лейтенанты (временно).
Карьера Гея в армии закончилась в 1955 году на посту командующего центром противовоздушной и противоракетной обороны в Форт-Блиссе, в Техасе.
После отставки Гей занял пост суперинтенданта Военного института штата Нью-Мексико. Он скончался в Эль-Пасо и был похоронен на национальном кладбище Форт-Блисса.

## Награды
Отечественные
- Крест «За выдающиеся заслуги» с дубовым листом
- Медаль «За выдающиеся заслуги» с дубовым листом
- Серебряная звезда с двумя дубовыми листьями
- Орден «Легион почёта» с дубовым листом
- Бронзовая звезда с дубовым листом
- Воздушная медаль
- Похвальная медаль
- Медаль «За защиту Америки»
- Медаль «За Европейско-африканско-ближневосточную кампанию»
- Медаль «За Американскую кампанию»
- Медаль Победы во Второй мировой войне
- Медаль «За службу в оккупационной армии»
- Медаль за службу национальной обороне
- Медаль «За службу в Корее»

Иностранные
- Орден «За выдающиеся заслуги» (Великобритания)
- Орден Почётного легиона (Франция) Кавалер
- Орден Почётного легиона (Франция) Офицер
- Военный крест (Франция)
- Орден Белого льва (Чехословакия) 2-й класс
- Чехословацкий Военный крест (Чехословакия)
- Медаль «За службу ООН в Корее»

## В культуре
В телефильме The Last Days of Patton роль Гея исполнил Мюррей Хэмилтон. В первоначальном фильме «Паттон» (1970) роль бригадного генерала Майкла, образом для которой послужила личность Гея, сыграл Майкл Стронг.